# Colchester United F.C.
Colchester United Football Club – angielski klub piłkarski z siedzibą w mieście Colchester w Wielkiej Brytanii. Obecnie występuje w League Two.

## Obecny skład
Stan na 27 stycznia 2023
| Nr | Poz. | Piłkarz                                   |
| -- | ---- | ----------------------------------------- |
| 1  | BR   | Sam Hornby                                |
| 2  | OB   | Will Greenidge                            |
| 4  | OB   | Luke Chambers                             |
| 5  | OB   | Tommy Smith (kapitan)                     |
| 6  | OB   | Tom Dallison                              |
| 8  | PO   | Cole Skuse                                |
| 9  | NA   | Kwesi Appiah (Wypożyczony z Crawley Town) |
| 10 | PO   | Alan Judge                                |
| 11 | NA   | Freddie Sears                             |
| 12 | BR   | Tom Smith (Wypożyczony z Arsenalu)        |
| 13 | BR   | Kieran O'Hara                             |
| 14 | PO   | Noah Chilvers                             |
| 15 | OB   | Fiacre Kelleher                           |
| 16 | PO   | Arthur Read                               |

| Nr | Poz. | Piłkarz                 |
| -- | ---- | ----------------------- |
| 17 | PO   | Ossama Ashley           |
| 19 | PO   | Alex Newby              |
| 20 | NA   | Matt Jay                |
| 22 | OB   | Junior Tchamadeu        |
| 23 | OB   | Connor Wood             |
| 24 | NA   | John Akinde             |
| 25 | NA   | Tom Hopper              |
| 28 | PO   | Emyr Huws               |
| 29 | OB   | Connor Hall             |
| 30 | OB   | Al-Amin Kazeem          |
| 33 | PO   | Marley Marshall-Miranda |
| 34 | NA   | Samson Tovide           |
| 42 | NA   | Jayden Fevrier          |
| 45 | NA   | Frank Nouble            |

### Piłkarze na wypożyczeniu
| Nr | Poz. | Piłkarz                        |
| -- | ---- | ------------------------------ |
| 3  | OB   | Ryan Clampin (w Dundee)        |
| 7  | PO   | Luke Hannant (w Dundee)        |
| 18 | OB   | Tom Eastman (w Harrogate Town) |

## Reprezentanci kraju grający w klubie
- Tommy McColl
- Ray Crawford
- Allan Hunter
- Kevin Beattie
- Stewart Houston
- Trevor Whymark
- Craig Forrest
- Colin Hill
- Andy Marriott
- Mark Kinsella
- Ian Stewart
- George Burley
- Niall Thompson
- Jeremy Goss
- Geraint Williams
- Lomana LuaLua
- Sagi Burton
- Efetobore Sodje
- Adrian Webster
- Con Blatsis
- Graham Barrett
- Robert Bowry
- Adrian Coote
- Aidan Davison
- Richard Garcia
- Guylain Ndumbu-Nsungu
- Jamal Campbell-Ryce
- Chris Iwelumo
- Béla Balogh
- Chris Coyne
- Kevin Lisbie
- Teddy Sheringham